# De fem ringes bog
De fem ringes bog (五輪書 Go rin no sho) er en bog om kampkunst, især fægtning, skrevet af Miyamoto Musashi, ronin, omkring 1645.

## De fem bøger
De fem "bøger" refererer til ideen om, at der er fem elementer i kamp, på samme måde som der er beskrevet elementer i Buddhisme, Shinto og andre asiatiske religioner.
- Jord
- Vand
- Ild
- Vind
- Tomhed

## Danske udgaver
- Miyamoto Musashi: De fem ringes bog. På dansk ved, med kommentarer og efterskrift af Hugo Hørlych Karlsen. Sphinx 2006. 2. udgave, 2. oplag., ISBN 87-7759-235-2